# وارطان ایسرائلیان
وارطان ایسرائلیان (ارمنی: Վարդան Իսրայելյան; اوکراینی: Вардан Ісраелян؛ زادهٔ ۱۴ سپتامبر ۱۹۶۶) بازیکن فوتبال اهل ارمنستان است.

## بازی باشگاهی
از باشگاه‌هایی که در آن بازی کرده‌است می‌توان به آرارات ایروان، آرماویر، بانانتس، و اربونی اشاره کرد.

## زندگی شخصی
وی از دانشگاه پلی‌تکنیک ارمنستان فارغ‌التحصیل شده‌است.